# Liste von Uhrtürmen
Die Liste von Uhrtürmen enthält Uhrtürme oder Uhrentürme, also turmartiges Bauwerke mit weithin sichtbaren Uhren (in Klammern das Baujahr).

## Amerika

### Kanada
- Uhrturm von Halifax, Halifax, Kanada
- Tour de l’Horloge (Montreal) oder Uhrenturm, Montreal, Kanada

### Peru
- Deutscher Turm (Lima)

## Asien

### Hong Kong
Clock Tower (Hongkong)

### Israel
- Uhrturm von Jaffa
- Uhrturm der Al-Umdan-Karawanserei in Akkon

### Libanon
- Uhrenturm (Beirut) in Beirut, Libanon

### Palästinensische Autonomiegebiete
- Manara-Uhrturm in Nablus

### Syrien
- Tour de l’Horloge in Aleppo, Syrien

## Europa

### Albanien
- Uhrturm, Berat (wiedererrichtet)
- Uhrturm, Elbasan
- Uhrturm, Gjirokastra
- Uhrturm, Kavaja
- Uhrturm, Korça (wiedererrichtet)
- Uhrturm, Libohova
- Uhrturm, Peqin
- Uhrturm, Burg von Preza (nach Erdbeben restauriert)[1]
- Engländerturm, Shkodra
- Uhrturm, Tirana
- Uhrturm, Vlora (1918)

In einigen weiteren Städten (Durrës, Leskovik, zweiter Turm in Berat) und Burgen (Delvina, Kardhiq, Tepelena, Zhulat) standen früher auch Uhrtürme.

### Deutschland
- Krochhochhaus Leipzig (1928)
- Uhrenturm Nähmaschinenwerk Wittenberge (1929)

### Frankreich
- Tour de l’Horloge (Auxerre) oder Uhrenturm in Auxerre
- Tour de l’Horloge (Avallon) oder Uhrenturm in Avallon

### Griechenland
- Uhrturm, Xanthi

### Kosovo
- Uhrturm von Gjakova, Gjakova
- Uhrturm von Prizren, Prizren
- Uhrturm von Pristina, Pristina

### Montenegro
- Uhrturm, Podgorica

### Nordmazedonien
- Uhrturm, Bitola
- Uhrturm, Gostivar
- Uhrturm, Skopje

### Österreich
- Grazer Uhrturm, Graz
- Uhrturm von Bruck an der Mur

### Rumänien
- Stundturm, Sighișoara

### Schweiz
- Zytglogge Bern (1220)
- Burgturm La Tour-de-Trême (13. Jahrhundert, Uhrturm seit 1683)

### Türkei
- Makedonischer Turm, Edirne, historischer Uhrturm
- Uhrturm von Dolmabahçe, Istanbul
- Uhrturm von Izmir, Izmir

## Ozeanien

### Australien
- Edith Cowan Clock Memorial in Perth, Western Australia

### Neuseeland
- Clock Tower (New Plymouth), New Plymouth